# 太阳神垄断联盟

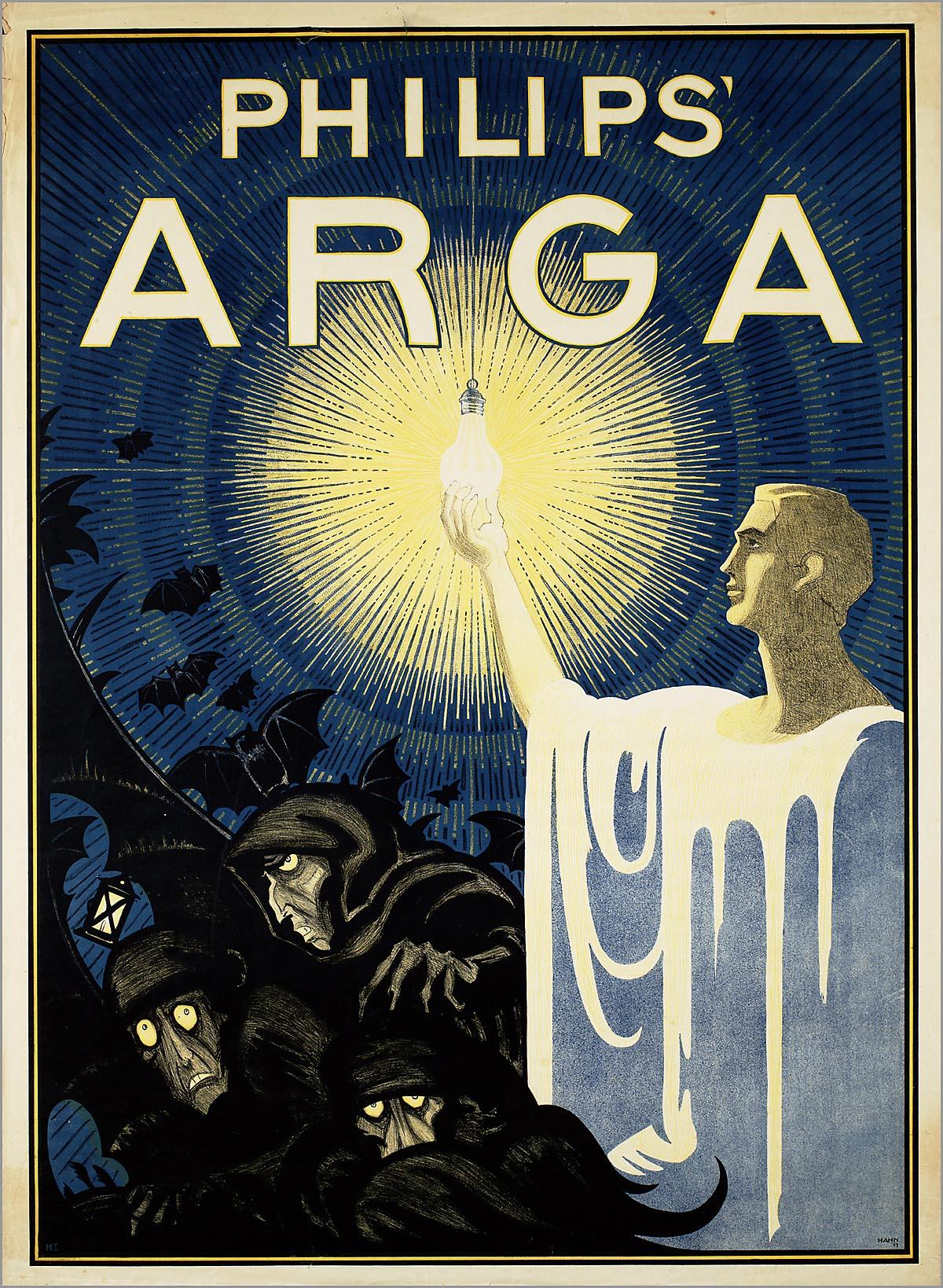
1917年飞利浦電燈廣告

太阳神垄断联盟（英語：Phoebus cartel）是一個垄断利益集团計劃，成立于1924年12月23日，成员包括了欧司朗、飞利浦、通用电气等公司。此計劃旨在控制白炽灯的壽命，操縱燈泡的制造和销售。
太阳神是一家瑞士公司，它的全称是「Phoebus S.A. Compagnie Industrielle pour le Développement de l'Éclairage」（太陽神燈業發展股份有限公司）。该组织以规模巨大的计划报废机制而成全球经济历史上的一个重要标志，在近20年內減少了灯泡行业竞争，但被指控阻止生产长寿命灯泡。

## 成员
欧司朗、飞利浦、通用电气、Tungsram、Associated Electrical Industries、ELIN、Compagnie des Lampes都参与了太阳神垄断联盟，按各自的销售量比例持有股份。
欧司朗于1921年首先成立了该组织的前身“Internationale Glühlampen Preisvereinigung”（国际灯泡价格协会）。飞利浦等制造商进入美国市场时，通用电气在巴黎成立“International General Electric Company”（国际通用电气公司）应对。这两个组织互相交易专利和市场渗透率。国际竞争日益增强，最终导致所有製造燈泡的大公司决定限制自己的行動，不进入其他大公司的领域竞争。
太陽神集团把全球市场分为三部分，分别为各成员的本地市场，由Associated Electrical Industries、欧司朗、飞利浦、Tungsram控制的英国海外领土，以及世界其余部分的“共有市场”。

## 目的
早在電燈泡發展初期，平均壽命可達1,500小時。到1924年，製造商已大力宣揚燈泡壽命可達2,500小時。隨著科技進步和燈泡壽命上升，意味著對燈泡的需求會降低，生產商收入下降。於是垄断公司们在1924年成立太陽神垄断集团，旨在控制燈泡壽命來增加需求，使消費者計劃性淘汰燈泡。卡特爾除了能降低生產成本、標準化生產外，還把燈泡壽命限制在1,000小時、提高銷售價格。卡特爾的會員為了符合聯合案內容，不得不研發壽命較短和較脆弱的燈泡。如果壽命高於1,000小時，製造商就會被處以罰款。一份1929年的處罰名單顯示了如果壽命超過1,500小時，就會被罰款。当时大众并不知晓控制寿命的因素，而太阳神垄断集团聲称这么做只是为了“标准化生产”。
垄断集团和一些工程师聲稱灯泡壽命越長，功效越低；灯泡变旧会產生更多熱力，導致電力浪费。通用电气甚至製造短片，宣導1,000小時才是最佳壽命。到了1940年代，聯合案達成了其目標，市面上燈泡壽命降至1,000小時。截至2012年，市场上虽然有寿命2500小时的白炽灯，然而其能源效率比普通白炽灯低。

## 消亡
1920年代末，瑞典－丹麥－挪威聯盟的公司獨立製造燈泡，其銷售價格比太陽神會員還要便宜，卡特爾原本的價格操控、法律威胁也都未能達致預期。
聯合案原本計劃在1955年結束，但因第二次世界大戰打亂了其計劃而漸漸消亡。
1942年，聯合案內容被披露，美國政府控告通用電氣等公司。法院在1953年作出判決，禁止縮短燈泡壽命，但實際效用不大。在加州一個消防局內的百年燈泡生产于計劃出現前的1901年，由碳丝制成。其已運作至今超過989,000小時，壽命長達124年。此灯泡额定功率估计为30或60瓦特；由于其功率随使用时间递减，此灯目前亮度相当于4瓦特的钨丝夜灯。